# Diphyllobothriidea
Diphyllobothriidea je řád tasemnic (Cestoda). Taxon byl vytvořen vyčleněním z původního řádu Pseudophyllidea. Vývojový cyklus zahrnuje jednoho nebo dva mezihostiteli, definitivním hostitelem jsou savci, ptáci, plazi nebo obojživelníci. Nejvýznamnějšími zástupci jsou škulovec široký (Diphyllobothrium latum), řemenatka ptačí (Ligula intestinalis) a Spirometra spp.